# Rạn san hô Scott và Seringapatam
Rạn san hô Scott và Seringapatam là một nhóm gồm 4 đảo san hô nằm trên rìa của thềm lục địa Úc ở biển Timor, cách 190 dặm (khoảng 305 km) về phía tây bắc của mũi Leveque, bang Tây Úc. Xa hơn về phía đông bắc là quần đảo Ashmore và Cartier, và về phía tây nam là bãi cạn Rowley.

## Vị trí và mô tả
Mỗi rạn san hô trồi lên từ đáy đại dương khoảng 400 – 500 m. Hầu hết các rạn san hô đều lộ ra khi thủy triều rút, bình thường thì chỉ có một vài mỏm đá và bãi cát nằm trên mực nước biển.
- Rạn san hô Scott Nam, cũng được gọi là Rạn san hô Móng ngựa (dựa vào hình dạng cấu trúc của nó), là một rạn san hô hình lưỡi liềm có phần đỉnh hiếm thấy. Vùng đầm phá ở trung tâm có độ sâu hơn 24 m. Tổng diện tích của rạn san hô với đầm phá là 144 km².
- Rạn san hô Scott Trung, vì nằm gần sát với rạn san hô Nam nên đôi khi được cho là nằm trong rạn Nam. Rạn san hô Trung nằm ở cực tây của rạn Nam, được bao quanh bởi đảo Sandy (hay đảo Cát). Đảo này có chiều dài khoảng 690 m theo hướng bắc-nam, rộng tới 110 m. Có một tòa tháp dễ thấy trên hòn đảo này. Một rạn san hô tách biệt, nằm cách đảo Sandy 2,4 km nằm về phía đông bắc. Eo biển giữa rạn Nam và Trung sâu 33 m, nông hơn nhiều so với eo biển giữa các rạn san hô khác
- Rạn san hô Scott Bắc, là một rạn san hô vòng lớn, nằm cách rạn san hô Seringapatam 23 km về phía tây nam. Phần lớn các rạn san hô lộ ra khi thủy triều xuống, và một đầm phá ở trung tâm được nối với biển bằng hai eo biển hẹp. Tổng diện tích của rạn san hô với đầm phá là 106 km².
- Rạn san hô Seringapatam, là một rạn san hô vòng với tổng diện tích khoảng 55 km², bao gồm cả đầm phá ở trung tâm. Phần lớn các rạn san hô lộ ra khi thủy triều xuống. Nhiều bãi cát cao khoảng 1,8 m so với mặt nước biển, nằm ở phía tây. Thuyền trưởng Edwin Courtenay trong chuyến đi săn cá voi đã phát hiện ra rạn san hô này vào ngày 23 tháng 8 năm 1839. Ông đặt tên rạn san hô này theo tên con tàu Seringapatam của mình[3].

## Khí tự nhiên hóa lỏng
Một dự án tìm kiếm khí tự nhiên hóa lỏng (LNG) được phát triển bởi Woodside Petroleum ở rạn san hô Scott Nam và Bắc.

## Tẩy trắng san hô
Các rạn san hô Scott đã bị tẩy trắng khoảng 80% vào năm 2016. Điều này diễn ra sau một đợt tẩy trắng san hô rộng rãi trước đó vào năm 1998, nhưng đã được phục hồi trong khoảng 10 đến 15 năm sau đó. Tuy nhiên, với sự thay đổi khí hậu liên tục, và mối tương quan trực tiếp giữa sự ấm lên toàn cầu và tẩy trắng san hô, điều lo ngại rằng các rạn san hô Scott có thể sẽ không phục hồi và sống được sau hiện tượng tẩy trắng san hô vào năm 2016.